# Mops demonstrator
Mops demonstrator је сисар из реда слепих мишева и фамилије Molossidae. 

## Угроженост
Ова врста није угрожена, и наведена је као последња брига јер има широко распрострањење.

## Распрострањење
Врста има станиште у Буркини Фасо, Гани, ДР Конгу, Камеруну, Обали Слоноваче, Судану и Уганди.

## Популациони тренд
Популација ове врсте се смањује, судећи по расположивим подацима.